# Крокодил (сказка)
«Крокоди́л» — детская сказка в стихах (поэма) Корнея Чуковского, первое детское сочинение автора.

## История создания и публикации
Сказка была написана в 1916—1917 годах, причём первую часть Чуковский написал для своего сына, когда у того болели зубы. Впервые издана под названием «Ваня и Крокодил» в приложении к журналу «Нива» «Для детей» с № 1 по № 12 за 1917 год. В 1919 году под названием «Приключения Крокодила Крокодиловича» книга была выпущена большим тиражом издательством Петросовета с иллюстрациями художника Ре-Ми, распространялась бесплатно. 
Произведение отражало в себе события Революции 1905—1907 года.
Сказка имела большой успех и была переиздана несколько раз. В дальнейшем публиковалась с подзаголовком «Старая-престарая сказка», так как реалии Петрограда времён Первой мировой войны были не совсем понятны детям уже в 1920-х годах.
Однако в середине 1920-х поэма начала подвергаться критике со стороны советских цензоров, которым не нравилось использование в тексте старых названий («Петроград»), терминов («городовой») и классовое происхождение некоторых персонажей (девочка Ляля из семьи буржуа). Чуковского прорабатывали в прессе: критики увидели в этом произведении намёк на корниловский мятеж. В итоге в августе 1926 года переиздание «Крокодила» было запрещено. Затем его все же разрешили, но уже 1 февраля 1928 года в «Правде» появилась статья Надежды Крупской «О „Крокодиле“ Чуковского», где сказка была названа «буржуазной мутью». В 1935 году сказка была окончательно запрещена, несмотря на то, что Чуковский переделал текст: вместо петроградского городового в сказке появился ленинградский постовой милиционер и не переиздавалась до середины 1950-х годов.
По сказке снят мультфильм «Ваня и крокодил».
Известно, что один из педагогов в произведении Г. Белых и Л. Пантелеева «Республика ШКИД» получил от воспитанников прозвище «Крокодил Крокодилович» за слишком пафосное чтение этой сказки.

## Аллюзии
Исследователи согласны в том, что на образ крокодила в сказке оказала влияние популярная песня того времени «По улице ходила большая крокодила», а также рассказ Ф. М. Достоевского «Крокодил» .
По легенде, отраженной в биографиях режиссёра Мериана К. Купера, на создание образа Кинг-Конга его вдохновило ничто иное, как данное стихотворение Корнея Ивановича Чуковского. В 1919—1921 гг. Мериан, будучи лётчиком, воевал на стороне Польши в польско-советской войне. Однажды его самолёт был подбит, а сам он пленён и некоторое время провёл в плену у русских. В плену ему пришлось выучить основы русского языка, а помогала ему в обучении книга, единственная на весь лагерь военнопленных — «Крокодил» Корнея Чуковского, в третьей части которого есть такие строки: Дикая Горилла / Лялю утащила / И по тротуару / Побежала вскачь. / Выше, выше, выше, / Вот она на крыше.

## Сюжет
Крокодил, путешествуя по миру, приезжает в Петроград. Жители толпами бегают за ним. Однажды невоспитанный Барбос кусает Крокодила в нос, и тот проглатывает его. Затем он проглатывает городового, который делает ему замечание:
Как ты смеешь тут ходить,

По-турецки говорить?!

Крокодилам тут гулять воспрещается!!

С этого момента все начинают бояться Крокодила. Единственный, кто не испугался — Ваня Васильчиков. Он побеждает Крокодила и заставляет выплюнуть проглоченных. После этого Ваню награждают, а Крокодила на аэроплане отправляют обратно в Африку.
Вернувшись домой, Крокодил узнаёт о том, что его жена Крокодилица с трудом справляется с детьми: Тотоша выпил бутылочку чернил, а Кокоша по ошибке проглотил самовар, кроме того, все трое детей постоянно дерутся.
Опечалился несчастный Крокодил

И слезу себе на брюхо уронил:

"Как же мы без самовара будем жить?

Как же чай без самовара будем пить?"

Но тут приходят гости, и Крокодил дарит всем подарки. Затем все весело пляшут вокруг ёлочки, которую Крокодил привёз из России, но тут сообщают о прибытии царя Гиппопотама. Тот расспрашивает Крокодила о его приключениях.
Крокодил рассказывает о зверях, которых содержат в зоопарках, и смерти своего племянника. Разгневанные звери отправляются в Петроград, где наводят панику на жителей. Затем они похищают сестру Вани Васильчикова Лялю, но тот снова побеждает их. На начавшихся переговорах Ваня предлагает зверям свободу, если те перестанут обижать людей. Звери соглашаются и окончательно мирятся.

## Цитаты
Я написал двенадцать книг, и никто не обратил на них никакого внимания. Но стоило мне однажды написать шутя «Крокодила», и я сделался знаменитым писателем. Боюсь, что «Крокодила» знает наизусть вся Россия. Боюсь, что на моем памятнике, когда я умру, будет начертано «Автор „Крокодила“». А как старательно, с каким трудом писал я другие свои книги, например «Некрасов как художник», «Жена поэта», «Уолт Уитмен», «Футуристы» и проч. Сколько забот о стиле, композиции и о многом другом, о чём обычно не заботятся критики!… Но кто помнит и знает такие статьи! Другое дело — «Крокодил». Miserere.
— Корней Чуковский, журнал «Вопросы литературы», 1972

Сказка Чуковского начисто отменила предшествующую немощную и неподвижную сказку леденцов-сосулек, ватного снега, цветов на слабых ножках. Детская поэзия открылась. Был найден путь для дальнейшего развития.
— Юрий Тынянов, «Корней Чуковский», 1939

«Доблестный» Ваня Васильчиков — это властитель дум, это герой современной городской детворы. Автору настоящих строк приходилось многократно читать вслух «Крокодила» аудитории маленьких людишек, и каждый раз это чтение сопровождалось таким восторгом слушателей, что было жаль расставаться с этой симпатичной книгой.— Бецкий Н. Сибирский педагогический журнал. 1923, Новосибирск
…Но вот родился крокодил,

Задорный, шумный, энергичный, —

Не фрукт изнеженный, тепличный.

И этот лютый крокодил

Всех ангелочков проглотил

В библиотеке детской нашей,

Где часто пахло манной кашей.— Самуил Маршак, «Послание 75-летнему К. И. Чуковскому от 70-летнего С. Маршака», 1957